# Vouzan
 Vouzan  es una población y comuna francesa, en la región de Poitou-Charentes, departamento de Charente, en el distrito de Angoulême y cantón de Soyaux.

## Demografía
| 383 | 338 | 347 | 497 | 674 | 678 |
| Para los censos de 1962 a 1999 la población legal corresponde a la población sin duplicidades (Fuente: INSEE [Consultar]) |     |     |     |     |     |